# Dekanat Cleveland
Dekanat Cleveland – jeden z sześciu dekanatów diecezji Środkowego Zachodu Kościoła Prawosławnego w Ameryce.
Na terytorium dekanatu znajdują się następujące parafie:
- Parafia św. Michała Archanioła w Broadview Heights
- Parafia Chrystusa Zbawiciela w Byesville
- Parafia św. Jana Chrzciciela w Campbell
- Parafia Zaśnięcia Matki Bożej w Canton
- Parafia św. Teodozjusza w Cleveland
- Parafia Świętych Piotra i Pawła w Lakewood
- Parafia Świętych Piotra i Pawła w Lorain
- Parafia św. Andrzeja w Maple Heights
- Parafia Zaśnięcia Matki Bożej w Marblehead
- Parafia św. Mikołaja w Mentor
- Parafia św. Mikołaja w Mogadore
- Parafia św. Innocentego z Alaski w Olmsted Falls
- Parafia Trójcy Świętej w Parmie
- Parafia św. Jana Chrzciciela w Warren